# Le Conte de l'huissier d'église

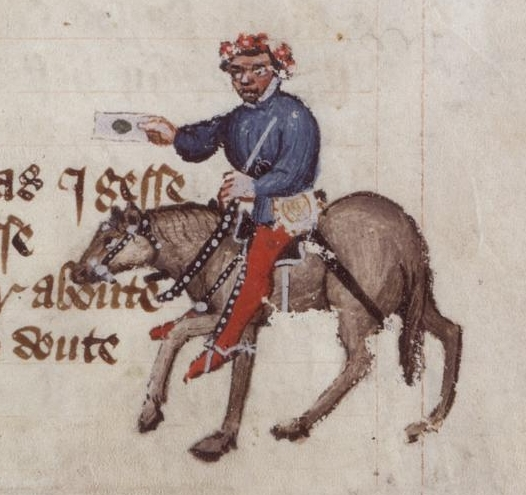
Enluminure de l'Huissier d'église dans le manuscrit Ellesmere.

Le Conte de l'Huissier d'église (The Sompnour's Tale en moyen anglais) est l'un des Contes de Canterbury de Geoffrey Chaucer. Il se situe à la fin du Fragment III (D), après le Conte du Frère mendiant, auquel il répond.

## Résumé
Le Conte du Frère mendiant se terminait sur la damnation d'un huissier d'église, et l'Huissier ne tarde pas à rendre la monnaie de sa pièce au Frère. Avant de commencer son propre conte, il raconte une petite histoire en guise de prologue : un frère mendiant a une vision de l'Enfer, mais il n'y voit aucun des siens. Il s'en étonne auprès de l'ange qui lui sert de guide. Ce dernier le conduit jusqu'à Satan, qui leur présente son postérieur. De son anus sort une foule de vingt mille frères…
Tout comme le héros du Conte du Frère mendiant était un huissier, celui du Conte de l'Huissier d'église est un frère. Ce frère Jean sévit dans la région de Holderness, dans le Yorkshire, où il mendie de porte en porte en échange de prières pour le salut des âmes des morts – des prières qu'il n'a en réalité aucunement l'envie de célébrer, puisqu'il efface les noms des morts notés sur ses tablettes sitôt qu'il a obtenu ce qu'il voulait.
Le parcours du frère Jean le conduit chez Thomas, un homme dont il a déjà obtenu des dons par le passé. Il se trouve être malade, et le frère lui fait un long sermon sur le salut de son âme, mais Thomas comprend bientôt qu'il n'en a qu'après son argent. Il lui propose un don, mais lui fait jurer de le partager équitablement entre tous ses frères. Croyant qu'il s'agira d'une grosse donation, le frère s'empresse d'accepter, et Thomas lui demande de l'attraper sous les fesses, sur quoi il lâche un puissant pet.
Le frère Jean, furieux d'avoir été ainsi trompé, est promptement jeté dehors par les serviteurs de Thomas, et il se retrouve dans une situation délicate, car il a un serment à honorer. Mais comment s'assurer que le son et l'odeur du pet seront équitablement partagés ? C'est l'écuyer du seigneur local qui trouve la solution : Thomas s'installera au centre d'une roue de chariot, et les douze frères poseront leurs nez sur les rayons de la roue, si bien que lorsque Thomas pétera à nouveau, les rayons transmettront équitablement le bruit et l'odeur à chacun d'eux. Le frère Jean se placera quant à lui sous le moyeu, car son honneur justifie qu'il en reçoive la primeur.

## Sources et rédaction
L'anecdote du prologue du conte pourrait être une parodie de l'histoire selon laquelle un frère monté aux cieux est incapable de trouver d'autres membres de son ordre jusqu'à ce que la Vierge Marie lui révèle qu'ils étaient sous sa protection et ouvre son manteau pour révéler une multitude de frères. Cette histoire est commune à plusieurs ordres mendiants : cisterciens (elle est attestée chez Césaire de Heisterbach au XIIIe siècle), dominicains et carmélites.
Le conte en lui-même ne semble pas posséder d'analogue évident qui aurait pu servir de source à Chaucer. Un fabliau du début du XIVe siècle, le Dis de le vescie à prestre de Jacques de Baisieux, présente une situation similaire : un mourant promet à deux dominicains une pierre précieuse dont il ne saurait se défaire de son vivant, mais l'on découvre après sa mort qu'il s'agit de sa vessie, et son testament suggère aux frères de s'en servir comme poivrière. La fin du conte parodierait quant à elle la Pentecôte : à l'époque, l'épisode biblique de la descente du Saint-Esprit sur les douze apôtres est communément représenté avec l'iconographie de la roue. Il pourrait également s'agir d'une évocation du De rota verae et falsae religionis de Hugues de Fouilloy, qui utilise l'image de la roue pour présenter les vices et vertus de la vie monastique.

## Analyse
Le Conte de l'Huissier d'église est l'un des cinq fabliaux des Contes de Canterbury, mais c'est le seul à ne faire aucune allusion à l'acte sexuel.